# Erucastrum takhtajanii
Erucastrum takhtajanii är en korsblommig växtart som beskrevs av Vladimir Ivanovich Dorofeev. Erucastrum takhtajanii ingår i släktet kålsenaper, och familjen korsblommiga växter. Inga underarter finns listade i Catalogue of Life.